# چشمه فوتون پیشرفته
چشمه فوتون پیشرفته (به انگلیسی: Advanced Photon Source) یک چشمه سینکروتورن متعلق به دانشگاه شیکاگو و وزارت نیرو ایالات متحده آمریکا است.
این موسسه پژوهشی قسمتی از آزمایشگاه ملی آرگون است.